# Puente sobre el Río Claro
El puente sobre el Río Claro fue un puente ubicado en Molina, provincia de Curicó, Región del Maule. Estaba ubicado en el kilómetro 216 de la Ruta 5 y cruzaba el río Claro.

## Historia

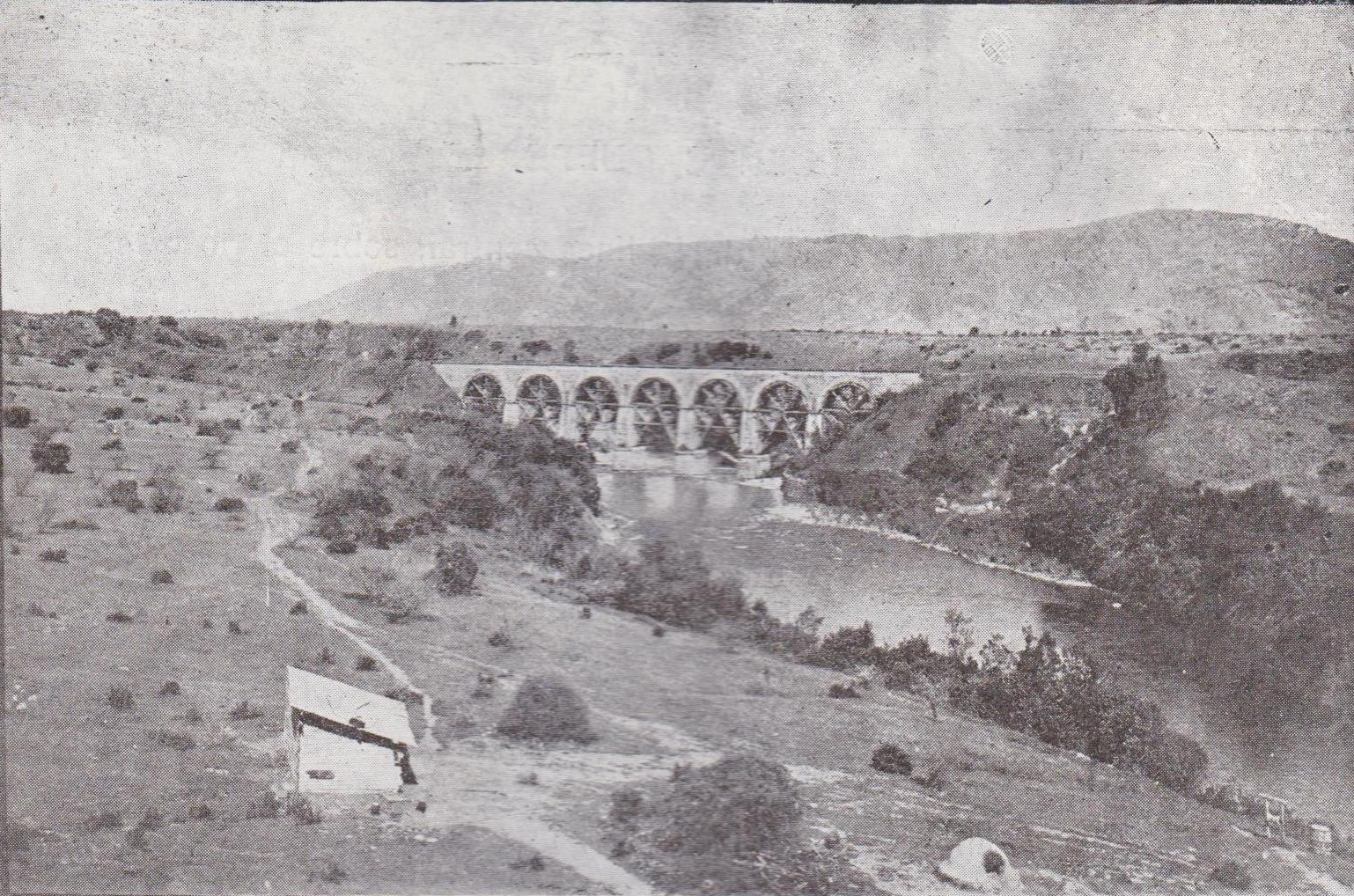
Puente Río Claro antiguo - Congreso de Ferrocarriles del Estado (1929)

El puente fue construido alrededor de 1880 como parte de la línea de ferrocarril entre Curicó y Talca. Su arquitectura era de estilo romano, con una estructura de arco de medio punto, con arquería de siete arcos en seis cepas de ladrillo revestido en piedra. Tenía 117,90 metros de largo y 23 metros de alto.
Con la construcción de la variante ferroviaria de Itahue a Camarico, fue reemplazado por un nuevo viaducto ferroviario metálico a fines de la década de 1920y reconvertido para el tránsito por carretera. En 1991 fue declarado monumento nacional, en la categoría de Monumento Histórico, por Decreto Supremo N°88 del 1 de abril de ese año.
Parte del puente sufrió graves daños y se cayó en un segmento debido al movimiento telúrico que afectó a la zona central en el año 2010. Por dichos daños se solicitó su demolición total y desafección de su calidad de Monumento Histórico Nacional, petición que fue aprobada al ser una vía relevante para la conectividad nacional. En 2012 fue reemplazado por un puente con tecnología antisísmica.